# Cosmic Nickelodeon
Cosmic Nickelodeon ist ein Jazzalbum von Jemeel Moondoc und Hilliard Greene. Die am 12. Dezember 2015 in den Park West Studios, Brooklyn, entstandenen Aufnahmen erschienen 2016 auf Relative Pitch Records.

## Hintergrund
Anfang der 2010er-Jahre nutzte der Altsaxophonist Jemeel Moondoc erfolgreich die Plattform Kickstarter.com, um ein Album durch Crowdfunding vorzufinanzieren. Die betreffende Duo-Session mit der Pianistin Connie Crothers erschien schließlich bei Relative Pitch (Two, 2012). Damit entstand eine Künstler-Label-Beziehung, die mit Cosmic Nickelodeon, einer Reihe von sieben Duetten mit dem in Chicago lebenden Bassisten Hilliard Greene, fortgesetzt wurde. Moondoc hatte vor Cosmic Nickelodeon – ebenfalls bei Relative Pitch – das Album The Zookeeper’s House (2014) veröffentlicht, auf dem er neben Hilliard Greene mit Matthew Shipp und Newman Taylor Baker gespielt hatte.

## Titelliste
- Jemeel Moondoc & Hilliard Greene: Cosmic Nickelodeon (Relative Pitch Records RPR1047)[2]

1. Blues for Katie (Moondoc) 5:53
2. Spiritual Medley (Swing Low, Deep River, Wade in the Water) (Trad.) 5:31
3. The Founding of a Lost World 5:03
4. Hi-Lo 5:49
5. Here Now Tone Now (Moondoc) 6:15
6. Pizz (Hilliard Greene) 2:49
7. Cosmic Nikelodeon (Moondoc) 11:20

Soweit nicht anders vermerkt, stammen die Kompositionen von Jemeel Moondoc und Hilliard Greene.

## Rezeption
Nach Ansicht von Mark Corroto, der das Album in All About Jazz rezensierte, sei Cosmic Nickelodeon „aufgenommene Wohlfühlkost“. Beginnend mit „Blues for Katie“ durchdringe eine Gospel-Note die Session der beiden Musiker. Moondocs Altsaxophon mische die Artikulationsweise Ornette Colemans mit der des späten Art Pepper. Er wähle dafür einen beruhigenden bluesigen Touch, den Greene beibehalten wollte. Das Solo „Spiritual Medley“ des Bassisten sei eigentlich ein Duo mit sich selbst, das im Overdub entstanden sei, und ein köstliches Musikstück. Moondocs Komposition „Here Now Gone Now“ setze dieses Thema fort, wobei Greenes Chorus sich vor der Predigt des Saxophonisten verbeuge. An anderer Stelle ziehe die Spontankomposition von „The Foundation of a Lost World“ musikalische „Where is Waldo“-Referenzen von Thelonious Monk, Ornette Coleman, und auch etwas von Sonny Rollins. Meistens sei die gespielte Musik hier ein Dialog zwischen den beiden.
Derek Taylor (Dusted) lobt die Vorteile der intimen Umgebung eines Studios für diese Session; sowohl Altsaxophon als auch Kontrabass seien wunderschön aufgenommen, und man könne die feinen Details jedes einzelnen neben den häufigen Seufzern und Beifügungen der Zufriedenheit der Musiker hören. Die Beziehung der beiden Musiker und die, die Moondoc weiterhin mit dem Label Relative Pitch aufbaue, so der Autor resümierend, werden hoffentlich einen konsistenten Weg der Leistung und eine angemessene Vergütung für alle Beteiligten bedeuten.